# 华漕㳠
华漕㳠，也写作华漕澾、华漕达，位于上海市浦东新区。华漕㳠原西纳张家浜，东入马家浜，全长4100米，流经今浦东新区，为黄浦江支流。该河形成的年代较久，主要用于漕运。建国后，1952年、1957年、1972年三次疏浚，截弯取直，拓宽河道，畅通水上运输，可通行12吨以下的船只。经城市发展，今张家浜边竹园绿地一段200米的断头河被取名为西华漕达河，而华漕㳠仅剩西至洋泾港、东至三八河的一段，为三八河水系的一部分，与洋泾港和三八河共同组成川杨河以北主要南北向输水干道。